# Olympische Sommerspiele 1992/Teilnehmer (Oman)
| Gelbes Symbol für Goldmedaillen mit stilisierten Olympischen Ringen | Graues Symbol für Silbermedaillen mit stilisierten Olympischen Ringen | Braundes Symbol für Bronzemedaillen mit stilisierten Olympischen Ringen |
| ------------------------------------------------------------------- | --------------------------------------------------------------------- | ----------------------------------------------------------------------- |
| —                                                                   | —                                                                     | —                                                                       |

Oman nahm bei den Olympischen Sommerspielen 1992 in Barcelona zum dritten Mal an Olympischen Sommerspielen teil. Die Delegation umfasste fünf Athleten.

## Teilnehmer nach Sportart

### Leichtathletik
- Abdullah Mohamed al-Anbari
Männer, 800 m: in der 1. Runde ausgeschieden (1:50,72 min)
- Abdullah Salem al-Khalidi
Männer, 200 m: in der 1. Runde ausgeschieden (22,48 s)
- Mohamed Amer al-Malky
Männer, 400 m: in der 1. Runde ausgeschieden (48,00 s)
- Ahmed al-Moamari Bashir
Männer, 100 m: in der 1. Runde ausgeschieden (11,58 s)

### Schießen
- Khalifa al-Khatry
Männer, Kleinkaliber liegend 50 m: 43. Platz